# مطار كيسمايو
مطار كيسمايو (إياتا: KMU، إيكاو: HCMK) هو مطار دولي يخدم مدينة كيسمايو، مركز محافظة جوبا السفلى جنوب الصومال. تحت إدارة ولاية جوبالاند وهي منطقة تتمتع بالحكم الذاتي في الصومال.
أنشأت وكالة المخابرات المركزية عام 1973. ليحل محل مطار كيسمايو القديم وغير الممهد والذي تم تشييده خلال فترة الحماية الإيطالية في الثلاثينيات.
في أغسطس 2013 وُضع مطار كيسمايو رسميًا تحت إدارة جوبا المؤقتة. وبموجب الاتفاق، كان من المقرر نقل إدارة المرفق إلى حكومة الصومال الاتحادية بعد فترة ستة أشهر، ويتم تخصيص إيرادات الميناء البحري ومطار كيسمايو، لقطاعات تقديم الخدمات والأمن في ولاية جوبالاند الصومالية، فضلاً عن جهود التطوير المؤسسي المحلي.

## المرافق
يقع مطار كيسمايو على ارتفاع 49 قدم (15 م) فوق مستوى سطح البحر، وله مدرج معبد بالأسفلت بطول 3,688 متر (12,100 قدم).

## الوجود العسكري
يحتضن المطار قاعدة عسكرية للقوات المسلحة الصومالية وقوات بعثة الاتحاد الإفريقي في الصومال، وقاعدة للأمم المتحدة، وقد استقبل المطار رحلات جوية من خط EAS رقم 75  لإمداد لواء دنب والقوات الأمريكية العاملة في المنطقة.

## شركات الطيران والوجهات
| شركـات طيـران | الوجهات        |
| ------------- | -------------- |
| طيران أفريقيا | مقديشو         |
| خطوط فريدوم   | مقديشو، نيروبي |
| جوبا للطيران  | مقديشو         |

## معرض صور
|  |  |  |